# Josef Stiegler
Josef "Pepi" Stiegler, född 20 april 1937 i Lienz, är en österrikisk före detta alpin skidåkare.
Stiegler blev olympisk mästare på slalom vid vinterspelen 1964 i Innsbruck. Han är far till den amerikanska alpina skidåkaren Resi Stiegler.